# Palmeira das Missões
Palmeira das Missões é um município brasileiro do estado do Rio Grande do Sul.

## História
A história de Palmeira das Missões está ligada às missões jesuíticas, aldeamentos indígenas administrados por padres da Companhia de Jesus, que ocuparam uma larga área do Sul do Brasil no Brasil Colônia, entre os séculos XVI e XVIII.
Nos anos 1800, consolidou-se como região de passagem de tropeiros que transportavam mulas compradas na fronteira com o Uruguai para as vender em São Paulo.
Palmeira das Missões se emancipou do Município de Cruz Alta no dia 06 de maio de 1874 pela lei provincial nº 928.
Foi palco de violentas disputas na Revolução de 1923, entre partidários dos líderes políticos Borges de Medeiros e Assis Brasil.